# 조모증

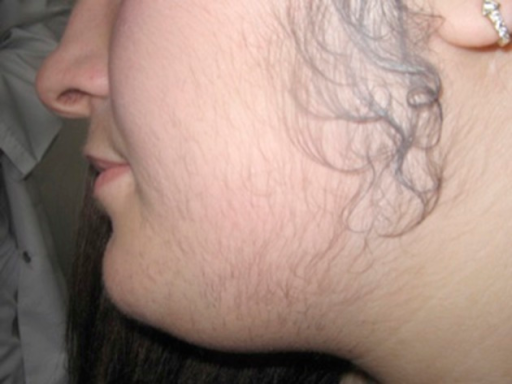
다낭성 난소 증후군과 비전형적 선천성 부신 과형성을 가진 여성 환자의 남성형 털과다증

남성형 털과다증(男性形-過多症; 영어: hirsutism) 또는 남성형 다모증 또는 조모증(粗毛症)은 일반적으로 턱, 가슴, 몸과 같이 남성과 여성의 신체 중 일부에 털이 없거나 거의 없어야 하는 것이 정상인 부위에 털이 과다한 것을 말한다. 특히 사춘기 이후에도 발전할 경우 더 심각한 질병의 증상일 수 있다. 안드로겐 호르몬의 수치가 높아져서 발생할 수 있다. 털의 양과 위치는 Ferriman-Gallwey score를 통해 측정된다. 몸 어디서든 털이 과다한 현상을 가리키는 다모증과는 구별한다.
부신, 난소, 시상하부처럼 기반이 되는 내분비 불균형의 결과로 발생하는 것이 일반적이다. 조모증은 피부학, 내분비학, 여성의학에서 증상을 보이는 공통점이 있으며 큰 심리적 고통과 사회적 어려움의 원인으로 간주된다. 얼굴에 나는 조모증은 사회적 상황을 기피하게 하고 불안과 우울증을 야기시킨다.
조모증은 모든 민족적 배경에 걸쳐 모든 여성의 5~15% 정도에 영향을 미친다. 정의 및 기반이 되는 데이터에 따라 여성 중 약 40%가 어느 정도 원치 않는 얼굴털을 가지고 있는 것으로 짐작된다.

## 같이 보기
- 다모증
- 음모